# Brit McRoberts
Brit McRoberts, född 10 februari 1957, är en kanadensisk friidrottare. Hon deltog vid olympiska sommarspelen 1984.